# Benzingia caudata
Benzingia caudata es una especie de orquídeas epifita. Es originaria del oeste de Sudamérica.

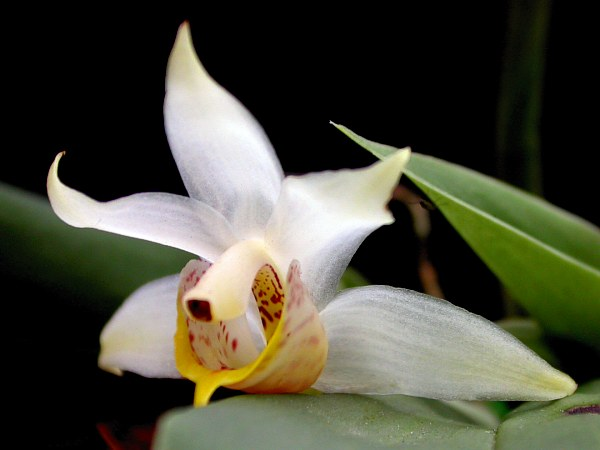
Detalle de la flor

## Descripción
Es una orquídea de pequeño tamaño que se encuentra como una planta colgante en crecimiento, y prefiere el clima caliente a frío, tiene un hábito creciente epífita  que tiene un rizoma corto sin pseudobulbo y un corto tallo envuelto basalmente por varias vainas de las hojas dísticas con las basales cortas y otras más largas  lineales, conduplicada hacia la base de las hojas. Florece en la primavera y el verano en una inflorescencia colgante y erguida de 7.5 cm de largo , la inflorescencia  procede  de las axilas de las hojas superiores y tienen 3 brácteas cortas, tubulares.

## Distribución y hábitat
Se encuentra en Ecuador y Perú en alturas de 100 a 1500 metros, en los bosques nublados húmedos y sombríos en troncos de árboles. 

## Taxonomía
Benzingia caudata fue descrito por (Ackerman) Dressler y publicado en Lankesteriana: La Revista Cientifica .... 9(3): 527. 2010.
Etimología
Benzingia: nombre genérico otorgado en honor de David Benzing, un biólogo de la Oberlin College (Ohio, EE. UU.).
caudata: epíteto latino que significa "con cola".
Sinónimos
- Ackermania caudata (Ackerman) Dodson & R.Escobar
- Chondrorhyncha caudata Ackerman
- Stenia caudata (Ackerman) Dodson & D.E.Benn.[4][5]